# Йосип Белушич
Йосип Белушич (хорв. Josip Belušić; 1847, Лабин — ?) — хорватський винахідник, автор першого в світі спідометра.

## Біографія
Народився 1847 року в Лабині, але згодом переїхав в Жупаничі, невелике село на околиці Австро-Угорщини. Освіту здобув у Пазині. Згодом став професором в Копері в Імперській та Королівській школах.
1888 року винайшов та розробив перший у світі електричний спідометр. Цей винахід був запатентований у Австро-Угорщині як «велосиметр». 1889 року продемонстрував його на Всесвітній виставці в Парижі, а згодом і переіменував пристрій на «Controllore Automatico per Vetture». Того ж року міська влада Парижу відкрила тендер, в якому змагались 120 патентів. Його розрозбка перемогла та була визнана як найточніша та надійніша і була прийнята у червні 1890 року.
Дата і місце смерті винахідника невідомі.